# Deudorix nicephora
Deudorix nicephora är en fjärilsart som beskrevs av Gustaaf Hulstaert 1924. Deudorix nicephora ingår i släktet Deudorix och familjen juvelvingar. Inga underarter finns listade i Catalogue of Life.